# Lactoridaceae
Lactoridaceae is een botanische naam, voor een familie van bedektzadigen. Een dergelijke familie wordt vrij algemeen erkend door systemen voor plantentaxonomie, en zo ook door het APG-systeem (1998) en het APG II-systeem (2003).
Indien erkend, gaat het om een familie van slechts één soort, Lactoris fernandeziana. Het zijn struiken, die voorkomen in de Juan Fernández-archipel.
In het Cronquist-systeem (1981) werd de familie geplaatst in de orde Magnoliales.
De APWebsite [28 feb 2008] erkent de familie niet meer en plaatst de betreffende planten in de familie Aristolochiaceae